# Цалинюк Василь
Васи́ль Цалиню́к (1887, Заліщики — 1974) — український диригент, композитор, педагог, громадський діяч.

## Біографія
Народився 1887 року в Заліщиках.
Ще в школі проявив інтерес до музики, пізніше диригував церковним хором.
Від 1900 року вчив гри на скрипці Михайла Гайворонського, пізніше видатного композитора.
У 1905—1906 роках організував хор при учительській семінарії в Заліщиках. Учителював у селах Кобаки, Старі Кути на Гуцульщині. На канікулах перебував у Заліщиках, був у дружніх стосунках з письменником Осипом Маковеєм.
У 1919—1920 роках Цалинюк диригував хором у Заліщицькій учительській семінарії. Музичне видавництво «Торбан» видало дві музичні листівки Цалинюка «Не тополю високую…», «На городі пастернак» на слова Тараса Шевченка.
Останні роки він працював на Бережанщині, а згодом в селі Слобідка Заліщицького району, де й помер 1974 року.